# Eurovision Young Dancers 2005
Der 11. Eurovision Young Dancers fand am 24. Juni 2005 im Nationaltheater Warschau, in Warschau in Polen statt. Ausrichter war TVP, welcher nach 1997 erneut einen EYD austrug. Zu diesem Zeitpunkt war Polen erst das zweite Land, welches einen EYD mehr als ein Mal austrug.
Siegerin wurde die niederländische Tänzerin Milou Nuyens mit ihrem Tanz Snakesense. Es war das erste Mal, dass die Niederlande den Wettbewerb gewann. Auf Platz 2 landete das Gastgeberland Polen mit dem Tanzpaar Elena Karpuhina & Michał Wylot. Platz 3 ging an die belgische Tänzerin Marjorie Lenain.

## Austragungsort
Als Austragungsort wählte TVP das Nationaltheater Warschau in Warschau aus. Es war das zweite Mal nach 1997, dass Polen einen EYD austrug. Zu dem Zeitpunkt waren Polen und Frankreich zusammen die einzigen Länder, die den Wettbewerb mehrmals ausrichteten.

## Format
Auftreten konnten Tänzer zwischen 16 und 21 Jahren. Es konnten allerdings lediglich Solotänzer oder Paare antreten. Es gab erneut ein Halbfinale, da die Teilnehmeranzahl ansonsten den zeitlichen Rahmen sprengen würde. Dort traten alle 13 Teilnehmer gegeneinander an, wovon sich allerdings lediglich zehn für das Finale qualifizierten. Es gab auch weiterhin eine professionelle Jury, allerdings vergab diese wieder Platz 1 bis 3 und nicht mehr drei Preise wie es 2003 der Fall war. Vorsitzende der Jury war die russische Tänzerin und Choreografin Maja Michailowna Plissezkaja. Präsident der Jury war dagegen der russische Tänzer Irek Mukhamedov. Die weiteren Jurymitglieder waren folgende:
- Gigi Caciuelanu
- Krzysztof Pastor
- Jorma Uotinen
- Emil Wesolowski

### Moderation
Als Moderator fungierte die polnische Moderatorin Agata Konarska.

## Teilnehmer

Länder, die 2005 teilgenommen haben
Länder, die bereits im Halbfinale ausgeschieden sind
Länder, die in der Vergangenheit teilgenommen haben, jedoch nicht 2005

Insgesamt 13 Länder nahmen am Eurovision Young Dancers 2005 teil, damit vier weniger als noch 2003. So zogen sich Armenien, Estland, die Schweiz und die Ukraine vom Wettbewerb zurück. Außerdem gab es erstmals in der Geschichte des Wettbewerbes 2005 keine Debütanten. Mit 13 Teilnehmern war es der kleinste Wettbewerb seit Beginn 1985, wo lediglich elf Länder teilnahmen.

## Halbfinale
Das Halbfinale 2005 fand am 22. Juni statt und somit zwei Tage vor dem Finale. Folgende Länder schieden bereits im Halbfinale aus:
| Land      | Teilnehmer         | Tanz Choreografie (C)                 |
| --------- | ------------------ | ------------------------------------- |
| Norwegen  | Fransiska Sveinall | Le Corsaire C: M. Petipa              |
| Slowenien | Alena Medič        | Paquita V C: M. Petipa                |
| Zypern    | Joánna Avraám      | La Bayadère C: N. Makarova, M. Petipa |

## Finale
Zehn Länder traten jeweils gegeneinander an. Lediglich die ersten drei Plätze wurden bekanntgegeben.
| Platz | Land                   | Teilnehmer                       | Tanz Choreografie (C)                               |
| ----- | ---------------------- | -------------------------------- | --------------------------------------------------- |
| 1.    | Niederlande            | Milou Nuyens                     | Snakesense C: R. van Berkel                         |
| 2.    | Polen (Gastgeber)      | Elena Karpuhina & Michał Wylot   | May I have a dance C: R. Komassa                    |
| 3.    | Belgien                | Marjorie Lenain                  | Esmeralda C: M. Petipa                              |
| –     | Finnland               | Riku Lehtopolku & Mikko Lampinen | Could you take some of my weight...? C: T. Saarinen |
| –     | Griechenland           | Eleana Andreoudi                 | Don Quixote C: M. Petipa                            |
| –     | Lettland               | Sabīne Guravska                  | Paquita C: M. Petipa                                |
| –     | Rumänien               | Robert Stefan Enache             | Variation of "Le Corsaire C: M. Petipa              |
| –     | Schweden               | Danielle Rosengren               | Grand Pas Classique C: V. Gsovsky                   |
| –     | Tschechien             | Šárka Faberová & Pavel Povrazník | Paganini Pas de Deux C: V. Schneiderová             |
| –     | Vereinigtes Königreich | Alexander Jones                  | Impossible Self C: L. King                          |

## Übertragung
Insgesamt 14 Fernsehanstalten übertrugen die Veranstaltung:
| Land                      | Sender              |
| Teilnehmende Länder       | Teilnehmende Länder |
| ------------------------- | ------------------- |
| Belgien                   | RTBF                |
| Finnland                  | YLE                 |
| Griechenland              | ERT                 |
| Lettland                  | LTV                 |
| Niederlande               | NPS                 |
| Norwegen                  | NRK                 |
| Polen                     | TVP                 |
| Rumänien                  | TVR                 |
| Schweden                  | SVT                 |
| Slowenien                 | RTV SLO             |
| Tschechien                | ČT                  |
| Vereinigtes Königreich    | BBC                 |
| Zypern                    | CyBC                |
| Nicht teilnehmende Länder |                     |
| Ukraine                   | NTU                 |